# Тількара
Тілька́ра (ісп. Tilcara) — гірське селище в аргентинських Андах (плато Альтіплано). Адміністративний центр департаменту Тількара у провінції Жужуй.
Поблизу містечка розташована пам'ятка доколумбової епохи — руїни фортеці Пукара де Тількара.

## Клімат
Містечко знаходиться у зоні, котра характеризується океанічним кліматом субтропічних нагір'їв. Найтепліший місяць — січень із середньою температурою 15 °C. Найхолодніший місяць — липень, із середньою температурою 5.1 °С.
| Клімат Тількари         | Клімат Тількари | Клімат Тількари | Клімат Тількари | Клімат Тількари | Клімат Тількари | Клімат Тількари | Клімат Тількари | Клімат Тількари | Клімат Тількари | Клімат Тількари | Клімат Тількари | Клімат Тількари | Клімат Тількари |
| Показник                | Січ.            | Лют.            | Бер.            | Квіт.           | Трав.           | Черв.           | Лип.            | Серп.           | Вер.            | Жовт.           | Лист.           | Груд.           | Рік             |
| Середня температура, °C | 15              | 14,3            | 13,6            | 11,3            | 8               | 5,2             | 5,1             | 7,1             | 9,7             | 12,8            | 14,3            | 15              | 11              |
| Норма опадів, мм        | 114.8           | 111.6           | 90.2            | 25.2            | 5.4             | 5.5             | 2.1             | 7.6             | 6.9             | 20.1            | 46.7            | 85.3            | 521.4           |
| Днів з опадами          | 16,1            | 14,3            | 12              | 5,4             | 1,9             | 1               | 1               | 1,3             | 1,9             | 4,6             | 8,4             | 14,9            | 82,8            |
| Вологість повітря, %    | 67.8            | 69.1            | 67.4            | 59.2            | 50.1            | 46.8            | 42.8            | 40.6            | 42              | 48.7            | 55.5            | 62.8            | 54.4            |
| ----------------------- | --------------- | --------------- | --------------- | --------------- | --------------- | --------------- | --------------- | --------------- | --------------- | --------------- | --------------- | --------------- | --------------- |
| Джерело: Weatherbase    |                 |                 |                 |                 |                 |                 |                 |                 |                 |                 |                 |                 |                 |